# François-Joseph Westermann

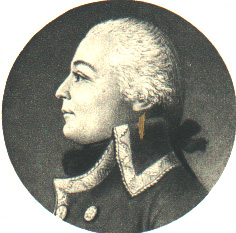
General Westermann

François-Joseph Westermann (* 5. September 1751 in Molsheim, Elsass; † 5. April 1794 in Paris) war ein aus dem Elsass stammender General der Französischen Revolutionszeit. Er war berüchtigt für seine Grausamkeiten gegenüber den aufständischen Royalisten beim Aufstand der Vendée.

## Leben
Westermanns Militärlaufbahn soll 1767 im habsburgischen Husarenregiment „Esterházy“ begonnen haben. 1787 ist er Gestüts-Reiter bei Comte d’Artois. Auch Gerichtsschreiber in der Verwaltung von Hagenau soll er vor der Revolution gewesen sein.
Zu Beginn der Revolution schloss sich Westermann in Paris Georges Danton an. Am 10. August 1792 beteiligte er sich am Sturm auf die Tuilerien. Danach wurde er Adjutant des Generals bei der Ardennenarmee. Als Colonel in der Nordarmee nahm Westermann an den Kämpfen in den Niederlanden teil, wo er verdächtigt wurde, Mitwisser von Dumouriez’ Umsturzplänen gewesen zu sein. Deshalb wurde er zeitweise unter Arrest gestellt.
1793 wurde Westermann zur Armee von La Rochelle geschickt. Dort war er Général de brigade der Légion germanique, einer Einheit aus ehemaligen Söldnern, Deserteuren und Abenteurern zumeist deutscher Herkunft. Nach einer Niederlage gegen die Vendéens in Châtillon-sur-Sèvre wurde er suspendiert, aber kurz darauf erhielt er – vermutlich zur Bewährung – das Kommando über die Avantgarde der Westarmee. Unter dem Oberkommando der Generale Kléber und Marceau war er beteiligt an der Vernichtung vieler flüchtender Aufständischer in den Kämpfen bei Le Mans und der Schlacht bei Savenay.
Aus dieser Kriegsphase soll auch sein Brief an die Regierung in Paris stammen:
« Il n’y a plus de Vendée. Elle est morte sous notre sabre libre, avec ses femmes et ses enfants. Je viens de l’enterrer dans les marais et dans les bois de Savenay. Je n’ai pas un prisonnier à me reprocher. J’ai tout exterminé ».
Übersetzt:
„Es gibt keine Vendée mehr. Sie ist mit unserem blanken Säbel niedergemacht worden, mitsamt Frauen und Kindern. Ich habe sie in den Sümpfen und Wäldern von Savenay begraben. Man kann mir keine Gefangenen vorwerfen. Ich habe alles ausgelöscht.“
Die Authentizität dieses Briefes ist zweifelhaft: Der Krieg in der Vendée war nach Savenay nicht beendet, tausende Gefangene wurden gemacht, die in Nantes eingekerkert wurden, und als Offizier im niedrigsten Generalsrang war er kaum in der Pflicht, Kriegsberichte an die Regierung zu schicken.
Als ein Freund Dantons wurde er auf Betreiben Robespierres verhaftet. Nach einem kurzen Prozess wurde er am 5. April 1794 zusammen mit Danton, Desmoulins und anderen in Paris guillotiniert.
François-Joseph Westermann hatte den Ruf ein draufgängerischer, aber taktisch ungeschickter Soldat zu sein. Sein zeitweiliger Vorgesetzter in der Vendée, General Turreau urteilte: […] La révolution n’a pas eu de charlatan qui eût aussi peu de talents et autant d’imprudence que Westermann.
(dt.: In der Revolution gab es keinen Scharlatan mit so wenig Talent und so viel Unvorsichtigkeit wie Westermann.)